# Ilia Chavchavadze
Ilia Chavchavadze (em georgiano: ილია ჭავჭავაძე) - foi uma figura pública, jornalista, editor, escritor e poeta georgiano, que liderou o renascimento do nacionalismo georgiano durante a segunda metade do século XIX e garantiu a sobrevivência da língua, literatura e cultura georgianas durante as últimas décadas do regime czarista. Ele é o "herói mais universalmente reverenciado" da Geórgia e é considerado o "Pai da Nação".